# 프로클로스
프로클로스 리카이우스(고대 그리스어: Πρόκλος ὁ Διάδοχος, Próklos ho Diádokhos, /ˈprɒkləs laɪˈsiːəs/; 412년 2월 8일 - 485년 4월 17일)는 계승자라고도 불린 고대 그리스 신플라톤주의자이고 마지막 주요 고전 철학자 중 한 명이다.(다마스키오스를 참고하자.)
아테네 학파의 마지막 영수(領袖)로, 그리스도교가 크게 득세하던 시기에 그리스 철학의 전통을 끝까지 수호하였다.

## 사상
일자(一者)의 부동적 성격과 동적 성격의 공존을 통한 상호 모순으로 인한 생성의 원리(일자 → 정신 → 영혼 → 물질)와 이를 관통하는 인식으로서 변증법을 발달시킨 그는 제일 세련되고 발전된 신플라톤주의 체계 중 하나를 세웠다. 그는 철학의 고전 시대의 거의 끝자락에 활약했다. 그의 주석서는 이후 중세 사회의 철학 담론 형성에 일정 영향을 주었으나, 그가 가진 철학 사상은 인간의 자력(自力)을 통한 자기 해방을 정당화하는 논리로 이어졌기에 부분적으로만 허용되었다.
프로클로스의 변증법은 멈춰져 있는 것과, 무한히 운동하는 것 사이의 대립을 다룬다. 그는 이러한 대립 운동이 만유를 산출한다고 보았다. 그는 부단한 실천과 이성적 사고의 통일 노력을 통한. 인간과 일자와의 합일을 말한다. 이는 이론지(理論知)와 실천지(實踐知)의 합일을 통해 인간이 신이 될 수 있다는 것을 의미하기도 하였기에, 이후 형성된 그리스도교 사회에서 프로클로스의 삼분적 부정 변증법은 금기시되었다.

## 천문학
프로클로스는 프톨레마이오스의 천문학 체계를 비판하였다. 그는 천체의 행성이 정해진 궤도에 따라 움직인다는 전제, 즉 이심원과 주전원을 상정하여 행성의 움직임을 예측하는 이론을 비판하였으며, 행성의 움직임은 정신에 의한 영혼의 산출 운동의 복잡한 양상을 운동이라는 현상으로 보여주는 것이라고 하였다. 그는 천체의 행성 운동이 프롤레마이오스가 정해놓은 궤도에서 이탈할 수 있다고 하였는데, 이는 중력 변수의 변화로 인해 행성 운동이 정해진 궤도에서 충분히 이탈할 수 있다는 현대 천문학의 관점과 유사하다.

## 근세 이후
서구 근세 이후 프로클로스의 변증법은, 아리스토텔레스의 목적론에 대항하는 성격으로서 과학이 발달함에 따라 일부 과학자와 개혁적 신학자에 의해 받아들여졌다. 파라켈수스, 쿠자누스, 브루노, 헤겔은 프로클로스의 사상에 영향을 받은 대표적인 학자로 알려져 있다.
프로클로스는 대립의 근원을 부동과 운동 사이의 관계로 보았고, 헤겔은 존재와 무 사이의 관계로 보았지만, 절대정신의 타재로서 현실, 변증법적 사유 도정으로서 정신으로 나아가는 헤겔의 부정철학은 프로클로스의 영향을 짙게 받은 것이었다.

## 같이 보기
- 플라톤의 우화 해석